# Skate America de 1982
O Skate America de 1982 foi a terceira edição do Skate America, um evento anual de patinação artística no gelo organizado pela Associação dos Estados Unidos de Patinação Artística (em inglês:  United States Figure Skating Association). A competição foi disputada na cidade de Lake Placid, Nova Iorque, Estados Unidos.

## Eventos
- Individual masculino
- Individual feminino
- Duplas
- Dança no gelo

## Medalhistas
| Evento                        | Ouro                                           | Prata                                            | Bronze                                              |
| Individual masculino detalhes | Scott Hamilton · Estados Unidos                | Heiko Fischer · Alemanha Ocidental               | Jozef Sabovčík · Tchecoslováquia                    |
| Individual feminino detalhes  | Rosalynn Sumners · Estados Unidos              | Claudia Leistner · Alemanha Ocidental            | Kristiina Wegelius · Finlândia                      |
| Duplas detalhes               | Elena Valova · Oleg Vasiliev · União Soviética | Lea Ann Miller · William Fauver · Estados Unidos | Nelly Chervotkina · Viktor Teslya · União Soviética |
| Dança no gelo detalhes        | Elisa Spitz · Scott Gregory · Estados Unidos   | Elena Garanina · Igor Zavozin · União Soviética  | Karyn Garossino · Rod Garossino · Canadá            |

## Resultados

### Individual masculino
| Pos.              | Nome           | Nacionalidade      |
| ----------------- | -------------- | ------------------ |
| Medalha de ouro   | Scott Hamilton | Estados Unidos     |
| Medalha de prata  | Heiko Fischer  | Alemanha Ocidental |
| Medalha de bronze | Jozef Sabovčík | Tchecoslováquia    |
| 4                 |                |                    |
| 5                 |                |                    |
| 6                 |                |                    |
| 7                 |                |                    |
| 8                 |                |                    |
| 9                 |                |                    |
| 10                | Louis LaSorsa  | Canadá             |
| ...               |                |                    |

### Individual feminino
| Pos.              | Nome               | Nacionalidade      |
| ----------------- | ------------------ | ------------------ |
| Medalha de ouro   | Rosalynn Sumners   | Estados Unidos     |
| Medalha de prata  | Claudia Leistner   | Alemanha Ocidental |
| Medalha de bronze | Kristiina Wegelius | Finlândia          |
| 4                 |                    |                    |
| 5                 | Charlene Wong      | Canadá             |
| 6                 |                    |                    |
| 7                 |                    |                    |
| 8                 | Elizabeth Manley   | Canadá             |
| ...               |                    |                    |

### Duplas
| Pos.              | Nome                              | Nacionalidade   |
| ----------------- | --------------------------------- | --------------- |
| Medalha de ouro   | Elena Valova / Oleg Vasiliev      | União Soviética |
| Medalha de prata  | Lea Ann Miller / William Fauver   | Estados Unidos  |
| Medalha de bronze | Nelly Chervotkina / Viktor Teslya | União Soviética |
| 4                 | Cynthia Coull / Mark Rowsom       | Canadá          |
| 5                 |                                   |                 |
| 6                 | Katherina Matousek / Lloyd Eisler | Canadá          |
| 7                 | Natalie Seybold / Wayne Seybold   | Estados Unidos  |
| ...               |                                   |                 |

### Dança no gelo
| Pos.              | Nome                            | Nacionalidade   |
| ----------------- | ------------------------------- | --------------- |
| Medalha de ouro   | Elisa Spitz / Scott Gregory     | Estados Unidos  |
| Medalha de prata  | Elena Garanina / Igor Zavozin   | União Soviética |
| Medalha de bronze | Karyn Garossino / Rod Garossino | Canadá          |
| 4                 |                                 |                 |
| 5                 | Susan Wynne / Joseph Druar      | Estados Unidos  |
| 6                 |                                 |                 |
| 7                 |                                 |                 |
| 8                 | Teri-Lynn Black / Mirko Savic   | Canadá          |
| ...               |                                 |                 |

## Quadro de medalhas
| Ordem | País               | Medalha de ouro | Medalha de prata | Medalha de bronze |    | Ordem por total |
| ----- | ------------------ | --------------- | ---------------- | ----------------- | -- | --------------- |
| 1     | Estados Unidos     | 3               | 1                |                   | 4  | 1               |
| 2     | União Soviética    | 1               | 1                | 1                 | 3  | 2               |
| 3     | Alemanha Ocidental |                 | 2                |                   | 2  | 3               |
| 4     | Canadá             |                 |                  | 1                 | 1  | 4               |
| 4     | Finlândia          |                 |                  | 1                 | 1  | 4               |
| 4     | Tchecoslováquia    |                 |                  | 1                 | 1  | 4               |
| TOTAL | TOTAL              | 4               | 4                | 4                 | 12 | —               |